# Fort X Twierdzy Modlin
Fort X – jeden z fortów pierścienia zewnętrznego Twierdzy Modlin, wzniesiony w latach 1912–1915 w ramach rozbudowy twierdzy.
Fort został zbudowany we wsi Henrysin dla zabezpieczenia zachodniego odcinka twierdzy. Obecnie znajduje się w rękach prywatnych.